# Ираиван
Храм Сан-Марга Ираиван — индуистский храм в стиле чола, посвящённый Шиве, расположен на острове Кауаи в штате Гавайи, США. «Ираиван» означает «Тот, кому поклоняются» и является одним из старейших слов для обозначения Бога на тамильском языке. Это первый полностью каменный храм из белого гранита, построенный в западном полушарии, строительство которого началось в 1990 году. Храм Ираиван расположен рядом с рекой Ваилуа и в 8 км от горы Ваиалеале. Он поддерживается организацией Храм шива-сиддханты, также известной как Кауаи Адхинам и индуистским монастырём Кауаи. Храм строится. Спатика (Кристаллический) Лингам будет размещён в нём после завершения строительства, до этих пор хрустальный Лингам находится в храме Кадавула. Центральным элементом храма станет неогранённый кристалл кварца весом 700 фунтов и 39 дюймов высотой, который считается самым большим шестигранным однонаправленным кристаллом из когда-либо найденных.
Шри Тричи Махасвамигал (умер в 2005 году) из Ашрама Кайлаш, Бангалор, описывает важность храма: «Храм Ираиван будет для Америки тем же, чем храмы Чидамбарама, Мадурая, Рамешварама и другие великие храмы Шивы для Индии».

## История
Храм Ираиван был вдохновлён видением Шивая Субрамуниясвами 15 февраля 1975 года, в котором он увидел Господа Шиву, идущего по земле, где сейчас расположен храм. Он задуман как место паломничества индуистов всего мира. Субрамуниясвами установил три параметра для его дизайна и строительства:
- он следует традиционному дизайну в соответствии с Шива Агама
- он будет рассчитан на 1000 лет
- он полностью вырезан вручную, без использования какого-либо оборудования[11].

Проект храма был завершён В. Ганапати Стхапати в конце 1980-х годов. Вырезка более 4000 блоков гранита началась в 1990 году на рабочем месте в Бангалоре, Индия, а затем их перевезли в храм на Кауаи. Начиная с 2001 года, камень отправлялся на Кауаи, и началась сборка командой храмовых резчиков сильпи под руководством главного архитектора или стхапати. Ожидается, что строительство храма за 3,2 миллиона фунтов будет завершено через несколько лет. Два индийских свами: Шри Шиваратнапури Махасвамигал (широко известный как Тиручи Свами) и Шри Балагангадхаранатха помогают в реализации проекта и в 1990 году предоставили одиннадцать акров земли за пределами Бангалора.

## Архитектура
Храм является храмом в стиле чола и обладает рядом редких архитектурных особенностей. Во-первых, он вырезан полностью вручную. Ремесленники следуют традиционным методам и сохраняют их, обрабатывая камень маленькими молотками и используя более 70 видов зубила. Вторая особенность состоит в том, что фундамент толщиной 4 фута (1,2 м) сделан без трещин, с давлением 7000 фунтов на квадратный дюйм с использованием «летучей золы», побочного продукта сжигания угля. Летучая зола состоит из неорганических негорючих веществ, присутствующих в угле, который при сгорании плавится в стекловидную структуру. Фундамент был разработан доктором Кумаром Мехта, учёным-материаловедом из Калифорнийского университета в Беркли, и стал первым проектом, продемонстрировавшим его теорию использования летучей золы в бетоне. Третий набор инноваций — выставки ремёсел резчика по камню. Прежде всего, это два набора «музыкальных столбов», высокие стержни которых предназначены для воспроизведения точных музыкальных тонов при ударах молотком. Другие включают в себя шесть каменных львов, вырезанных на столбах, каждый из которых содержит каменный шар, который свободно вращается во рту, но не вынимается, большой каменный колокол и каменные цепи длиной 10 футов (3,0 м) со свободными звеньями.
Храм обращён на юг и построен в соответствии с системой Васту-шастра. Архитектура Васту направлена на создание пространства, которое будет повышать вибрацию человека, чтобы резонировать с вибрацией застроенного пространства, которое, в свою очередь, созвучно универсальному пространству. Всё пространство храма определяется в единицах, кратных и долях одной единицы измерения — 11 футов (3,4 м) и 7,25 дюйма. Колонны в храме расположены и структурированы так, чтобы служить энергетическими точками для здания. Храм Ираиван будет полностью свободен от электричества по мистическим причинам, как постановил Сатгуру Шивая Субрамуниясвами.
Главный мурти, или почитаемый образ, — это редкая спатика Шивалинга, заострённый шестигранный кристалл прозрачного кварца весом 700 фунтов. В начале 1980-х Субрамуниясвами видел кристалл во сне. Он нашёл его в 1987 году и привез на Кауаи. Камень, возраст которого оценивается в 50 миллионов лет, был вырезан не шахтёром. Вместо этого он был найден в идеальном состоянии, покрытым грязью, вероятно, добытым из первоначального выхода пластов в результате землетрясения.
Кристалл кварца (сфатика) Шивалинги считается особо священным, потому что он представляет элемент акаши.

## Современный статус
Завершено строительство основного павильона, ведутся работы над несколькими другими вспомогательными сооружениями. Ожидается, что через несколько лет храм будет открыт с маха-кумбха-абхишекой.
Текущий руководитель проекта — Сатгуру Бодхинатха Вейлансвами, руководитель монастыря и преемник основателя.

## Галерея
- Вид храма сбоку
- Вимана над гарбхагрихой, или внутренним святилищем
- Вимана над гарбхагрихой, или внутренним святилищем
- Храм Ираиван
- Интерьер храма
- Внутри храма Ираиван
- Строящийся храм Ираиван
- Вид на Ираиванский храм издалека с флагом